# Arroio Santa Tereza (Porto Alegre)
O Arroio Santa Tereza é um arroio da cidade de Porto Alegre, capital do estado brasileiro do Rio Grande do Sul.
O arroio compõe uma das vinte e sete sub-bacias hidrográficas do Lago Guaíba na cidade. Com 1.06 km², segundo o Atlas Ambiental de Porto Alegre, a sub-bacia do Santa Tereza é uma das menores do município, estando situada no região do Morro Santa Tereza (148m), no bairro homônimo.

## Nascentes e fluxo
As nascentes do arroio Santa Tereza estão em uma grande área vegetada no alto do morro Santa Tereza, dentro do terreno da FASE-RS - Fundação de Atendimento Socioeducativo, próximo dos limites do terreno da emissora RecordTV RS.
O arroio corre no sentido sudeste-noroeste entre as dependências do terreno da FASE-RS, entre o prédio da FEBEM-RS (Fundação Estadual do Bem-Estar do Menor) - perto do qual estão as nascentes de outro arroio, o Arroio Ponta do Melo - e o prédio do Centro de Internação Provisória Carlos Santos (CIPCS).
Após passar do terreno da FASE-RS, o arroio chega à Avenida Padre Cacique, já adentrando o bairro Praia de Belas, próximo dos estacionamentos do estádio do Sport Club Internacional. A partir desse ponto, o trajeto do arroio segue canalizado em direção à sua foz no Guaíba.